# God Dethroned
God Dethroned é uma banda de blackened death metal dos Países Baixos formada em 1991 pelo vocalista  Henri Sattler.

## Integrantes

### Última formação
- Henri "T.S.K." Sattler - vocal, guitarra
- Danny Tunker - guitarra
- Henk "Henke" Zinger - baixo
- Michiel Van Der Plicht - bateria

### Membros anteriores
- Jens van der Valk - guitarra
- Beef - baixo
- Ariën van Weesenbeek - bateria
- Isaac Delahaye - guitarra
- Tony Laureano - bateria (no álbum Ravenous)
- Roel Sanders - bateria
- Susan Gerl - guitarra

## Discografia
- Christhunt - demo (1991)
- The Christhunt (1992)
- The Grand Grimoire (1997)
- Bloody Blasphemy (1999)
- The Ancient Ones - compilação (2000)
- Ravenous (2001)
- Into the Lungs of Hell (2003)
- The Lair of the White Worm (2004)
- The Toxic Touch (2006)
- Passiondale (2009)
- Under The Sign Of The Iron Cross (2010)